# Cirrospilus viridilineatus
Cirrospilus viridilineatus är en stekelart som först beskrevs av Walter Wilson Froggatt 1905.  Cirrospilus viridilineatus ingår i släktet Cirrospilus och familjen finglanssteklar. Inga underarter finns listade i Catalogue of Life.